# Bobby Fuller
Robert Gaston „Bobby“ Fuller (* 22. Oktober 1942 in Baytown, Texas; † 18. Juli 1966 in Los Angeles, Kalifornien) war ein US-amerikanischer Rocksänger, Songschreiber und Gitarrist, der unter anderem mit Bruder Randy The Bobby Fuller Four gründete, die zwischen 1964 und 1966 mit Let Her Dance (Juni 1965), I Fought the Law (Dezember 1965) und Love's Made a Fool of You (1966) ihre größten Erfolge hatten.

## Biografie
Fuller wurde 1942 in Texas als Sohn von Lawson und Loraine Fuller geboren. Er hatte einen zwölf Jahre älteren Halbbruder Jack Leflar, Sohn seiner Mutter aus erster Ehe, und einen drei Jahre älteren Bruder Randy. Kurz nach seiner Geburt zog die Familie nach Salt Lake City, als er 14 Jahre alt war, zog er mit seiner Familie nach El Paso, Texas. Bereits als Kinder begannen Fuller und sein Bruder Randy, mit den Instrumenten der Eltern zu experimentieren und nahmen unter dem Namen Captain Fuller and the Rocket Squad und mit Hilfe eines einfachen Tonbandgerätes ihre ersten musikalischen Gehversuche auf. Nach dem Umzug der Familie nach Texas ging sein Bruder Randy auf die Militärakademie, während Fuller die Schule absolvierte. Nach Abschluss der Highschool 1960 begann er ein Musikstudium an der University of North Texas, das er wenig später gegen den Willen seiner Eltern abbrach, um sich ausschließlich seiner Karriere als Musiker widmen zu können. Am 22. Februar 1961 wurde sein mittlerweile zum Kleinkriminellen gewordener Halbbruder Jack ermordet aufgefunden, was Fuller anspornte, seine Karriere als Musiker voranzutreiben, um aus seinem Leben etwas Sinnvolles zu machen.
Fuller erspielte sich in El Paso Anfang der 1960er Jahre einen guten Ruf als Schlagzeuger und hatte sich zudem in der Zwischenzeit selber das Gitarrespielen beigebracht. Er arbeitete an seinen Fähigkeiten als Songwriter, unterstützt von Mary Stone, einer Freundin seiner Mutter, welche die Texte zu seinen ersten eigenen Lieder verfasste. Zwei davon, You're In Love und Guess We'll Fall In Love, nahm Fuller mit Hilfe seines Bruders auf und Yucca, ein Plattenlabel aus New Mexico, veröffentlichte es Ende 1961 als Single. Die Single verkaufte sich rund 3.000 mal, die darauf folgende Single Gently My Love/My Heart Jumped verkaufte sich bereits rund 8.000 mal. Dies brachte ihm den Status eines lokalen Stars ein. Bereits während dieser Zeit wurde er von den Musikern begleitet, aus denen später The Bobby Fuller Four hervorgingen. Mit dabei war sein Bruder Randy, und Fuller trat unter Namen wie Bobby Fuller and The Cavemen oder Bobby Fuller and The Fanatics auf. Zudem betrieb er unter dem Namen Rendezvous einen eigenen Club in El Paso und unter dem Namen Eastwood and Exeter Records ein eigenes Plattenlabel. 1964 siedelte er mit der Band, die mittlerweile The Bobby Fuller Four hieß, nach Los Angeles über, wo er gemeinsam mit seinem Bruder Randy und seiner Mutter ein Apartment in Hollywood bewohnte. In dem Spielfilm Bikini Party in a Haunted House gab Fuller sein Debüt als Schauspieler.

## Tod
Am 18. Juli 1966 kam Fuller unter bis heute nicht zweifelsfrei geklärten Umständen ums Leben. Seine Mutter fand ihn am Nachmittag dieses Tages leblos in ihrem Auto, das Fuller sich geborgt hatte. Der Gerichtsmediziner kam bei der Autopsie zu dem Ergebnis, dass Fuller an Abgasen erstickt sein muss, da er zwar Blut fand, aber keine Verletzungen wie Knochenbrüche oder Hämatome feststellen konnte und Tests auf Alkohol und andere Drogen negativ gewesen sein sollen. Gerüchte, dass die Bobby Fuller Four am Abend zuvor beschlossen hatten, sich aufzulösen, nährten den Verdacht, dass es Selbstmord gewesen sein könnte. Andere Gerüchte besagten, dass Fuller ermordet wurde, um die Auszahlung der von den Bandmitgliedern wechselseitig abgeschlossenen Lebensversicherungen zu erhalten. Andere sind sich sicher, dass Fuller von Mitgliedern des Drogenmillieus getötet wurde. Er hatte kurz vor seinem Tod in einem Interview mit dem Magazin Record Beat indirekt zugegeben, LSD zu konsumieren, zudem soll er Kontakt zur Drogenmafia gehabt haben. In einer weiteren Theorie spielt eine unbekannte Frau mit dem Namen Melody oder Melanie, Freundin eines rivalisierenden Clubbesitzers, eine Rolle, mit der Fuller eine Liebesbeziehung gehabt haben könnte. Der Clubbesitzer soll aus Eifersucht Schläger angeheuert haben, um Fuller zu verprügeln, und er sei infolge der Schläge ums Leben gekommen.
Obwohl Privatdetektive mit Ermittlungen beauftragt wurden, konnten die genauen Todesumstände bis heute nicht aufgeklärt werden. Verschiedene Autoren führen dies auch auf Nachlässigkeiten bei den Ermittlungen durch die Polizei zurück. Es seien keine Fingerabdrücke genommen worden, zudem sei Fuller für die Polizeibeamten wohl „bloß ein Rock’n’Roll-Punk“ gewesen.

## Diskografie (Auszug)
als Bobby Fuller
- Guess We’ll Fall in Love/You're in Love (Yucca, 1961) Anm.
- My Heart Jumped/Gently, My Love (Yucca, 1962)
- Nervous Breakdown/Not Fade Away (Eastwood, 1962)
- Saturday Night/Stringer (Todd, 1963)
- Wine, Wine, Wine/King of the Beach (Exeter, 1964)
- I Fought the Law/She’s My Girl (Exeter, 1964)

mit The Bobby Fuller Four
- siehe The Bobby Fuller Four#Diskografie

Hinweis: